# مطار البطين
مطار البطين للطيران الخاص هو أول مطار متخصص في مجال طيران رجال الأعمال في منطقة الشرق الأوسط وشمال أفريقيا يقع في إمارة أبوظبي. والمطار هو البوابة الجوية الثانية لإمارة أبوظبي بدولة الإمارات العربية المتحدة.

## تاريخ المطار
تم وضع المطار قيد التشغيل لأول مرة في عام 1969 باعتباره أول مطار رئيسي في العاصمة، إلى حين تم افتتاح مطار أبوظبي الدولي في عام 1982. وفي عام 1983 ، تم تحويل مطار البطين إلى قاعدة جوية عسكرية حتى نهاية عام 2008، عندما تولت شركة أبوظبي للمطارات إدارة عمليات المطار وتحويله إلى مطار مدني متخصص بمجال الطيران الخاص عالمي المستوى.
يتمتع المطار بقدرة استيعابية لايقاف وركن الطائرات تصل إلى 50 طائرة خاصة، والقابلية على تمكين الطائرات من الهبوط والإعداد ومن ثم الإقلاع من جديد. ويتوفر في المطار حالياً ساحة جوية خاصة لهبوط الطائرات وركنها لفترات قصيرة.
وفي عام 2011 أطلق مطار البطين للطيران الخاص مركز العمليات الأرضية «ظبي جت» وذلك لخدمة كافة العملاء من أصحاب الطائرات والطييارين مستخدمي مطار البطين. وبعد أقل من عامين من إطلاقها نالت «ظبي جت» مرتين مرتبة إحدى أفضل خمس مراكز حول في منطقة أوروبا والشرق الأوسط وأفريقيا من قبل مجلة طيران رجال الأعمال الأوروبي.

## الشركات المشغلة للمطار
- الجابر للطيران.
- فالكون لخدمات الطيران.
- بريستيج جت.
- إمبايار أفييشن.
- لوكشيوري إير جت.
- ماكسيموس للشحن الجوي.
- مروحيات رويال هيلتي.
- إكس أو جت.
- روتانا جت.